# 리찬명
리찬명(李燦明, 1947년 1월 2일~)은 조선민주주의인민공화국의 축구 선수이다. 1966년 FIFA 월드컵에 조선민주주의인민공화국 국가대표팀 선수로 출전하였다. 포지션은 골키퍼였고 이탈리아와의 경기에서 맹활약을 펼쳐 무실점 승리를 이끌어냈다. 대니얼 고든 감독이 제작한 다큐멘터리 영화 <천리마 축구단>에 출연해 1966년 대회 당시를 회고했다.